# 지능정보사회
지능정보사회는 고도화된 정보통신기술 인프라를 통해 생성, 수집, 축적된 데이터와 인공지능(AI)이 결합한 지능정보기술이 경제, 사회, 삶 모든 분야에 보편적으로 활용됨으로써 새로운 가치가 창출되고 발전하는 사회이다.
데이터와 지식이 기존 생산요소(노동, 자본 등)보다 중요해지고 다양한 제품, 서비스 융합으로 산업간 경계가 붕괴되며, 지능화된 기계를 통한 자동화가 지적노동 영역까지 확장되는 등 경제, 사회 전반에 혁신적인 변화가 발생

## 지능정보사회로의 변화
4차 산업혁명이라는 거대한 새로운 패러다임의 변화속에서 인공지능과 로봇기술, 빅데이터, 소프트웨어 등의 융합기술이 산업은 물론 노동, 복지, 고용, 교육, 국방 등 다양한 분야에 진입, '스마트화'를 촉발하여 사회 전반에 혁명적 변화를 도래하다

## 파급효과
- 인공지능 가전제품이 알아서 집안일을 해결
- 자율주행차로 보다 안전하고 편안하게 출퇴근
- 인공지능 헬스케어 서비스를 통해 특정 질병의 발현 시기를 미리 예측

## 참고자료
- 미래창조과학부 지능정보사회추진단 (지능정보사회 중장기 종합대책): http://www.msip.go.kr 보관됨 2018-09-03 - 웨이백 머신
- 지능정보사회: http://issue.korea.kr/msip/aipolicy/%5B깨진+링크(과거+내용+찾기)%5D